# Violència socioeconòmica
La violència socioeconòmica és una forma de violència que pot ser un mitjà per a fer la víctima més vulnerable a altres formes de violència. Un millor estatus econòmic no elimina necessàriament l'amenaça de violència.
Dins l'àmbit privat sol ser llevar-li els ingressos a la víctima, no permetre que tinga ingressos individuals o fer que no siga apta per a treballar mitjançant un maltractament físic que té aquest objectiu.
Dins l'àmbit públic és una causa i un efecte de les relacions de poder de gènere que dominen en una societat. Els tipus d'aquesta violència socioeconòmica són: la denegació a l'accés a l'ensenyament o a la feina remunerada (sobretot a una feina remunerada de manera igualitària), la denegació d'accés als serveis, l'exclusió a determinats treballs i la denegació de poder gaudir i exercir els drets civils, culturals, socials i polítics.